# Bobrovec
Bobrovec és un poble i municipi d'Eslovàquia que es troba a la regió de Žilina, al centre-nord del país.

## Història
La primera menció escrita de la vila es remunta al 1231.

## Demografia
| Godina             | 1994 | 2004   | 2014   | 2024   |
| ------------------ | ---- | ------ | ------ | ------ |
| Nombre de persones | 1811 | 1783   | 1873   | 1984   |
| Diferència         |      | −1,54% | +5,04% | +5,92% |

| Godina             | 2023 | 2024   |
| ------------------ | ---- | ------ |
| Nombre de persones | 1996 | 1984   |
| Diferència         |      | −0,60% |